# Силиваш (Алба)
Силиваш (рум. Silivaș) насеље је у Румунији у округу Алба у општини Хопарта. Општина се налази на надморској висини од 341 m.

## Становништво
Према подацима из 2002. године у насељу је живело 255 становника.

### Попис2002.
| Расподела становништва по националности 2002.‍ | Расподела становништва по националности 2002.‍ | Расподела становништва по националности 2002.‍ | Расподела становништва по националности 2002.‍ | Расподела становништва по националности 2002.‍ |
| --------------------------------------------- | --------------------------------------------- | --------------------------------------------- | --------------------------------------------- | --------------------------------------------- |
|                                               |                                               |                                               |                                               |                                               |
| Румуни                                        | Румуни                                        |                                               | 112                                           | 44,1%                                         |
| Роми                                          | Роми                                          |                                               | 142                                           | 55,9%                                         |